# صوفيا لارسون
صوفيا لارسون (بالسويدية: Sofia Larsson)‏ هي منافسة ألعاب القوى سويدية، ولدت في 22 يوليو 1988.

## وصلات خارجية
- صوفيا لارسون على موقع الاتحاد الدولي لألعاب القوى (الإنجليزية)
- صوفيا لارسون على موقع الدوري الماسي (الإنجليزية)